# NGC 7525
NGC 7525 ist ein interagierendes Galaxienpaar im Sternbild Pegasus am Nordsternhimmel. Es ist schätzungsweise 555 Millionen Lichtjahre von der Milchstraße entfernt.
Das Objekt wurde am 3. November 1864 von Albert Marth entdeckt.